# Flugunfall der VARIG bei Jaquirana
Der Flugunfall der VARIG bei Jaquirana ereignete sich am 2. August 1949. An diesem Tag brach an Bord einer Curtiss C-46D-10-CU Commando der VARIG, mit der ein Inlandslinienflug von São Paulo nach Porto Alegre durchgeführt wurde, ein Brand aus. Während die Piloten versuchten, die Maschine notzulanden, kam es zu einer Panik an Bord und daraufhin zum Absturz der Maschine. Bei dem Unfall kamen fünf der 36 Personen an Bord ums Leben.

## Maschine
Das Flugzeug war eine Curtiss C-46D-10-CU Commando, die im Jahr 1945 im Werk von Curtiss-Wright endmontiert wurde und die Werknummer 33100 sowie das Luftfahrzeugkennzeichen PP-VBI trug. Das zweimotorige Mittelstreckenflugzeug war mit zwei 18-Zylinder-Doppelsternmotoren des Typs Pratt & Whitney R-2800-51 Double Wasp ausgestattet.

## Insassen und Fracht
Es befand sich eine sechsköpfige Besatzung an Bord der Maschine.

## Unfallhergang
Die Maschine startete um 11:23 Uhr vom Flughafen São Paulo-Congonhas in Richtung Porto Alegre. Etwa 20 Minuten vor der voraussichtlichen Ankunftszeit wurde ein Brand im Ladeabteil „G“ festgestellt. Der Flugkapitän führte einen Notsinkflug durch, während die Mechaniker vergeblich versuchten, das Feuer zu löschen. Die Flugbesatzung konnte wegen starker Rauchentwicklung ihre Instrumente nicht sehen und musste ihre Köpfe aus dem Fenster halten, um eine Notlandung im hügeligen Gelände durchzuführen. Die Passagiere drängten sich panisch in den vorderen Bereich der Kabine, um dem Feuer zu entkommen. Dies führte zu einer plötzlichen Verlagerung des Schwerpunkts des Flugzeugs. Das Flugzeug schaukelte sich bei der Notlandung in unebenem Gelände heftig auf.

## Ursache
Die exakte Brandursache im Laderaum 'G' des Flugzeugs konnte von der Untersuchungskommission nicht ermittelt werden. Es wurden mehrere Szenarien wie die Entzündung von brennbarem Material im Fracht- oder Passagiergepäck in Betracht gezogen, oder, dass ein brennender Zigarettenstummel durch ein offenes Loch für den Ladering oder ein offenes Nietloch in den Kabinenboden gefallen war, wobei letztere Variante für sehr unwahrscheinlich angesehen wurde. Im Abschlussbericht hieß es, dass mehrere Passagiere, möglicherweise Studenten, Petroleumkrüge aus Bahia mitgebracht hatten, und es wurde ein Verdacht geäußert, dass diese die Brandquelle gewesen sein könnten.